# ハホア県
ハホア県（ハホアけん、ベトナム語：Huyện Hạ Hòa / 縣夏和?）は、ベトナム社会主義共和国フート省の県である。面積は339.3 km²、人口は104,872人（2009年）である。

## 行政区画
以下の1市鎮19社から構成される。
- ハホア市鎮（Hạ Hòa / 夏和）
- アムハ社（Ấm Hạ / 蔭下）
- バンザー社（Bằng Giã / 憑野）
- ダイファム社（Đại Phạm / 大范）
- ダントゥオン社（Đan Thượng / 丹上）
- ドンラム社（Động Lâm / 洞林）
- ハルオン社（Hà Lương / 河良）
- ヒエンルオン社（Hiền Lương / 賢良）
- フオンサー社（Hương Xạ / 香麝）
- ランソン社（Lang Sơn / 琅山）
- ミンコイ社（Minh Côi / 明瑰）
- ミンハク社（Minh Hạc / 鳴鶴）
- フオンヴィエン社（Phương Viên / 芳園）
- トゥーヒエップ社（Tứ Hiệp / 四協）
- ヴァンラン社（Văn Lang / 文郎）
- ヴィンチャン社（Vĩnh Chân / 永真）
- ヴォータイン社（Vô Tranh / 無爭）
- スアンアン社（Xuân Áng / 春盎）
- イエンキー社（Yên Kỳ / 安奇）
- イエンルアット社（Yên Luật / 安律）